# Seis principales discípulos de Nichiren
El monje budista japonés del siglo XIII Nichiren tuvo muchos discípulos, pero entre todos ellos destacan seis conocidos como "los seis principales discípulos", "los seis mayores discípulos" o "los seis sacerdotes principales".
Estos discípulos fueron Nikko, Niko, Nissho, Nichiro, Nichiji y Nitcho. La mayoría de ellos dejaron sus propios linajes en los cuales se basan las principales escuelas Nichiren como la Sōka Gakkai Internacional, Nichiren Shu y Nichiren Shōshū.